# Liste de points extrêmes du Pérou

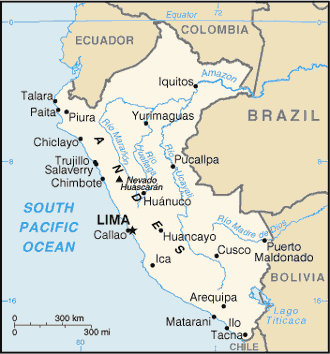
Carte du Pérou

Voici une liste de points extrêmes du Pérou.

## Latitude et longitude
- Nord : rivière Putumayo  près du village de Güeppi,  district de Putumayo, Province de Maynas, Région de Loreto, (0° 01′ 48″ S, 75° 10′ 29″ O)
- Sud : littoral de l’Océan Pacifique, au lieu appelé Pascana del Hueso, district de Tacna, Province de Tacna, Région de Tacna  (18° 20′ 51″ S, 70° 22′ 32″ O)
- Ouest : Punta Pariñas, district de La Brea, province de Talara, Région de Piura  (4° 40′ 45″ S, 81° 19′ 35″ O).
- Est : Confluence de la rivière Heath avec le Río Madre de Dios, district de Tambopata, Province de Tambopata, Région de Madre de Dios, (12° 30′ 11″ S, 68° 39′ 27″ O)

## Altitude
- Maximale : Huascarán, Région d'Ancash, 6 768 m (9° 07′ 17″ S, 77° 36′ 32″ O)
- Minimale : dépression de Bayóvar,  Région de Piura   -34 m